# ويندي لسر
ويندي لسر (بالإنجليزية: Wendy Lesser)‏ (1952، سانتا مونيكا في الولايات المتحدة)؛ روائية أمريكية.